# Zjytomyr
Zjytomyr (Oekraïens en Russisch: Житомир, Zjitomir; Pools: Żytomierz) is een historische stad in het noorden van Oekraïne en de hoofdstad van de gelijknamige oblast Zjytomyr. Het is tevens het bestuurlijke centrum van het omringende gelijknamige rayon Zjytomyr. Zjytomyr bestaat zelf uit twee stadsrayons. De stad heeft 271.812 inwoners (1 februari 2012).
De stad is een belangrijk vervoersknooppunt. Zjytomyr ligt op een oude route tussen Kiev en het westen, via Brest. Tegenwoordig ligt Zjytomyr op het kruispunt van verbindingen tussen Warschau en Kiev, Minsk en Izmajil en verscheidene andere belangrijke steden in Oekraïne.

## Geschiedenis
Er wordt beweerd dat Zjytomyr gesticht is in de 9e eeuw door Zjytomyr, een prins van de Drevljanen, een Slavische stam. De eerste vermelding in oude Russische kronieken is van 1240, toen het geplunderd werd door de Mongoolse troepen van Batu Khan.
In 1320 werd Zjytomyr veroverd door het grootvorstendom Litouwen en in 1444 ontving de stad het Maagdenburgs recht. Na de Unie van Lublin in 1569 werd de stad onderdeel van het Poolse deel van het Pools-Litouwse Gemenebest. Van 1667 tot 1793 was het de hoofdstad van het Poolse woiwodschap Kiev. Tijdens de Tweede Poolse deling in 1793 werd Zjytomyr toegevoegd aan het Keizerrijk Rusland en werd het de hoofdstad van het gouvernement Wolynië.
Rond die tijd had de stad een relatief grote Joodse gemeenschap en was een centrum van de chassidische beweging. In 1861 vormde de Joden een derde van de totale bevolking en had de stad als officieel Joods centrum van het zuidelijk deel van het vestigingsgebied dezelfde status als Vilnius in het noordelijk deel. In mei 1905 hadden de Joden te lijden onder een pogrom, waarbij er 30 doden vielen.
Gedurende een korte periode van Oekraïense onafhankelijkheid in 1918 was het de hoofdstad van Oekraïne. In 1920 kwam Zjytomyr onder de heerschappij van de Sovjet-Unie.
Gedurende de Tweede Wereldoorlog, van 9 juli 1941 tot begin 1944, werd Zjytomyr en omgeving door nazi-Duitsland bezet en was het het Oekraïense hoofdkwartier van Heinrich Himmler. Het werd hoofdstad van Generalbezirk Schytomyr. De materiële verwoestingen en de behandeling van de bevolking bleken het zwaarst te zijn van heel Europa, op Polen na. Het grootste deel van de Joodse bevolking werd tijdens de Holocaust gedood en daarnaast werd ook een deel van de Oekraïners niet door de nazi's ontzien.
Vanaf 1991 werd Zjytomyr automatisch onderdeel van de onafhankelijke republiek Oekraïne.

## Geografie
Zjytomyr ligt op een unieke locatie; de stad is voor het grootste deel omgeven door oude wouden, waar de rivieren de Teteriv, Kamjanka, Jarosjenka en de Poetjatinka. De stad heeft veel parken en pleinen.

## Beroemde inwoners

### Geboren
- Vladimir Korolenko (1853-1921), publicist en schrijver
- Juliusz Zarębski (1854-1885), componist en pianist
- Michael Rostovtzeff (1870-1952), historicus
- Ossip Bernstein (1882-1962), schaker
- Anatoli Fjodorovitsj Kapustinski (1906-1960), Pools-Russisch scheikundige
- Sergej Koroljov (1907-1966), Oekraïens natuurkundige en ingenieur, vader van het Sovjetruimtevaartprogramma
- Svjatoslav Richter (1915-1997), pianist en componist
- Luis Filcer (1927-2018), kunstschilder, geboren in Zjytomyr, opgegroeid in Mexico
- Joeri Metloesjenko (1976), wielrenner
- Roeslan Malinovski (1993), voetballer
- Oleksandr Zintsjenko (1996), voetballer

### Overig
- Chajiem Nachman Bialik (1873-1934), Hebreeuws dichter, die in Radi opgroeide maar zijn opleiding in Zjytomyr genoot